# Müriokephaloni csata
A müriokephaloni (myriokephaloni) csata 1176. szeptember 17-én zajlott le az Ikóniumi Szultánság szeldzsuk törökjei és a Bizánci Birodalom hadai között.

## Háttér
I. Mánuel császár keleti hadisikerei (Kilikia (1158) és az Antiochiai Fejedelemség megszerzése, a Jeruzsálemi Királyság védnökség alá vonása (1159) és ügyes, szeldzsuk uralkodókat egymás ellen hangoló diplomáciája hosszú időre fölényhez juttatta a térségben a bizánci államot. II. Kilidzs Arszlán ikóniumi szultán 1162-ben három hónapra Konstantinápolyba ment, beleegyezett több város átadásába, és országát a Bizánci Birodalom vazallusává tette. Az ebből adódó kötelezettségeket azonban Mánuel európai – itáliai, magyarországi és balkáni – hadjárataihoz nem vehette igénybe, a szultán pedig ezalatt megerősítette pozícióját Kis-Ázsiában.
1173-ban Mánuel legnagyobb európai ellenfele, Barbarossa Frigyes is felvette a kapcsolatot Kilidzs Arszlánnal, innen pedig egyenes út vezetett a szakításhoz. A bizánciaknak régi becsvágyuk volt, hogy manzikerti csatában 1071-ben odaveszett keleti területeket visszahódítsák, a sérelmet pedig megtorolják. Mánuelnek segítségére volt, hogy 1174-ben elhunyt Núr ad-Dín aleppói emír, és utódja, Szaladin inkább Egyiptommal volt elfoglalva, így a szeldzsukok nem számíthattak egy fontos szövetségesükre. A béke 1175-ben ért véget, amikor a szultán megtagadta, hogy a bizánciak és szeldzsukok közös ellenségétől, a Danishmendidák kelet-anatóliai birodalmától megszerzett területeket átadja Bizáncnak.

## A felvonulás
Mánuel sereget gyűjtött (a források szerint olyan nagyot, hogy tíz mérföldön keresztül nyúlt el vonulás közben), és megindult a török határ felé. Arszlán tárgyalni próbált, ám Mánuel meg volt győződve saját hadainak elsöprő fölényéről, így nem volt hajlandó egyezkedni. Andronikosz Vatatzész vezetésével a bizánci haderő egy részét Amaszeia ellen küldte, ő pedig a szeldzsuk főváros, Ikónium (Konya) felé vette az irányt. Mindkét útvonal erdős területen haladt át, ami lehetővé tette, hogy a szeldzsukok kelepcéket állítsanak fel, elrejtőzzenek és váratlanul rárontsanak az ellenségre. Egy ilyen portyában Vatatzész serege megsemmisült, és a hadvezér fejét török követek vitték Mánuel színe elé.
A törökök emellett felperzselték a földeket és megmérgezték az ivóvizet, hogy megnehezítsék a bizánciak dolgát. Arszlán folytonos portyákkal zaklatta a császári sereget, hogy a Maiandrosz völgyébe, pontosabban a phrügiai Müriokephalon erődjéhez közeli sziklás hágóhoz irányítsa. Itt Mánuel a támadás mellett döntött, noha további rajtaütésekre is lehetett számítani, és a közeli Philomélón síkságán sokkal jobb pozícióból támadhatott volna.

## Az ütközet
Mánuel ekkor körülbelül 35000 katonával (köztük antiókhiai keresztesekkel) rendelkezett, noha egyes források szerint akár ötvenezres sereggel is útnak indulhatott. A sereget magyar katonaság erősítette, melyet III. Béla küldött a császár megsegítésére Rátót nembeli Leusták erdélyi vajda és Ampud nádor vezérletével. A hadsereget két részre osztották: az első csatarendbe a gyalogság egy része, a lovasság és az íjászok kerültek, mögöttük pedig a gyalogság maradéka sorakozott fel; a bizánci jobb szárnyat Antiókhiai Balduin, a bal szárnyat pedig Johannesz Kantakuzénosz irányította. Arszlán serege feltehetően hasonló méretű lehetett, bár a pontos számok nem ismertek.
Az első bizánci hadrend támadt először a szeldzsukokra, és kevés veszteséggel át is törte vonalaikat, mivel a törökök még nem álltak csatarendbe. Amikor az első hadrend elért a szoros végére, a hátsó akkor jutott be az elején – a szeldzsukok csapdába csalták őket. A törökök először a szárnyakat támadták meg, és súlyos veszteségeket okoztak (Antiókhiai Balduin fejedelem is odaveszett).
Mánuel eleinte nem volt képes beavatkozni, ám végül visszafordult a szorosba, és szétverte a szeldzsuk támadást. Ennek köszönhetően a hátvéd kisebb veszteségekkel jutott át, mint a két megtizedelt szárny. Éjszakára Mánuel megerődítette a pozícióit, és megvédte táborát a török íjászok támadásaitól, melyek a szeldzsukok elvonulásáig tartottak.

## Következmények
Mindkét fél jelentős veszteségeket szenvedett, és a császári ostromgépek is odavesztek. A meggyengült, és immár Ikónium ostromára alkalmatlan bizánci hadakat csak úgy hagyták elmenekülni a szeldzsukok, ha Mánuel megígérte, hogy visszavonja csapatait és lebontja erődjeit Dorüleion és Sziblia mellett a határon. Mánuel a manzikertihez hasonlította a vereséget, és valószínűleg ez is hamarosan legendássá vált. Valójában – a vereség ellenére – nem károsította meg jelentősen a bizánci hadsereget, amely hamarosan a Balkánon harcolt. Azonban Manzikerthez hasonlóan most is felborult az erőegyensúly: Mánuel nem indított több nagy hadjáratot a törökök ellen, akik viszont fokozatosan mind több területet ragadtak el nyugat felé haladtukban.
Müriokephalon hatása másfelől inkább lélektani, mintsem hadi volt: bebizonyosodott, hogy a szeldzsukokat száz év után sem lehet legyőzni, hiába aratott oly sok győzelmet másutt Mánuel. Hogy a kudarcot orvosolja, a császár gyorsan zsoldosokkal töltötte fel a hadsereget, és 1177-ben kisebb területeket visszahódított. A későbbiekben Mánuel kisebb csatákat vállalt a szeldzsukokkal szemben egészen uralkodása végéig (1180). Mindhiába: a müriokephaloni vereség révén a Bizánci Birodalom végleg elvesztette at Anatóliai-fennsík feletti uralom lehetőségét.